# Макрешти (Заподени)
Макрешти (рум. Măcrești) насеље је у Румунији у округу Васлуј у општини Заподени. Oпштина се налази на надморској висини од 250 m.

## Становништво
Према подацима из 2002. године у насељу је живело 181 становника, од којих су сви румунске националности.